# Матрица Метцлера
Матрица Метцлера — матрица, у которой все недиагональные компоненты неотрицательны (больше или равны нулю) — {\displaystyle x_{ij}\geqslant 0} для любых {\displaystyle i\neq j}.
Названа в честь американского экономиста Ллойда Метцлера.
Используются при анализе устойчивости дифференциальных уравнений с запаздыванием по времени и положительных линейных динамических систем. Их свойства могут быть получены путем применения свойств неотрицательных матриц к матрицам вида {\displaystyle M+aI}, где {\displaystyle M} — матрица Метцлера.